# Jakoba
A Jakoba az Excavata génusza, és 1 leírt fajt tartalmaz, a David J. Patterson által 1990-ben leírt Jakoba liberát, és a holland algológus, miológus és lichenológus Jakoba Ruinenről lett elnevezve (a korábban Jakoba incarcerata nevű faj neve Andalucia incarcerata lett, a Jakoba bahamensist formálisan nem írták le).

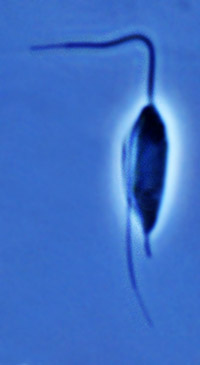
Jakoba libera, fáziskontrasztos fénymikrográf egy típuskultúra élő sejtjéből

## Megjelenése és jellemzői
A Jakoba génusz tagjai a Jakobida rend kis bakterivor ostorosai rendből tengeri és hipersós környezetekben. Kétostoros szabadon úszó, 5-10 μm hosszú sejtek. A sejtek hosszanti tengelyük mentén forognak az egyenes vonalú úszáshoz, kivéve alakváltozás esetén. Táplálkozáskor a vízoszlopból a hátulsó ostor által létrehozott vízáramlattal távolítják el a baktériumokat, így azok a sejt jobb ventrális oldalán lévő vájatban összegyűlnek, segítve a táplálék bevitelét és az azt körülvevő vakuólumok létrejöttét.

## Ultraszerkezet
A Jakoba sejtalkotói nem különösen egyediek. Egy sejtmagvuk van az ostoralapokhoz közel, egy Golgi-készülékük, és a mitokondriális cristák laposak, így feltehetően más platikrisztát taxonokkal rokon. A mitokondriumok baktériumszerű genomjaik miatt keltenek jelentős érdeklődést. Kiderült, hogy a mitokondriális genomjuk sokkal több funkcionális gént tartalmaz más eukarióta csoportoknál, és a bakteriális RNS-polimerázt is megtarthatták, melyet más mitokondriummal rendelkező eukarióták esetén a virális váltott fel. A Jakobida mitokondriális genomja elsődlegesen összetett, mivel a bakteriális ősökhöz jobban hasonlít más ismert mitokondriumoknál.

## Életciklus
A Jakoba ivartalanul szaporodik kettéhasadással. Nem figyeltek meg esetében ivaros szaporodást vagy cisztaképzést.

## Molekuláris szekvencia
A Jakoba libera ATCC 50422 mitokondriális genomja 96,6 kbp méretű. A szekvenálás majdnem kész. 2012-ig 77 gént azonosítottak, egyikükben sincs intron. Az intergénikus régiók a genom mintegy 30%-át adják, és tandem ismétlődések csoportjait tartalmazzák, melyek egységhossza mintegy 20 bp. Mindkét DNS-szálon vannak átírt gének. A standard genetikai kód használatos transzlációra. A kódolt gének közé tartoznak a mitokondriális DNS-ben gyakran szereplők, például a nad1, 2, 3, 4, 4L, 5, 6, cob, cox1, 2, 3, atp6, 8, 9, valamint a nagy (rnl) és kis (rns) rRNS-gének, valamint több mint 22 tRNS-gén. Ezenkívül számos protisztákra jellemző, állatokra és gombákra nem jellemző gén is jelen van, ilyenek a nad7, 9, 11, az atp1, az rpl2, 5, 6, 14, 16 és az rps2-4, 11-14 és 19. Számos egyedi ORF is jelen van a J. libera mtDNS-ében. Számos mitokondriális génje ritka vagy nincs jelen más mitokondriális genomokban, de bakteriálisakban gyakori. Ilyen például a dpo, az rpoB, C, az rrn5, az rnpB, a tufA, a yejU–W, valamint számos riboszómásfehérje-gén. A génsorrend alapján a baktériumokban nem fellelhető csoportok a protomitokondrium baktériumoktól való kiválásával jelentek meg. Ilyenek például az sdh3–nad5 ötgénes csoport, az atp8-[trn]-rps4-atp9 és az nad11-nad1-cox11-cox3-tufA is.
A Jakoba libera nem rendelkezik azonban bizonyos mitokondriálisan kódolt bakteriális génekkel, például két RNS-polimeráz génje, az rpoA és az rpoD nincs benne, a Jakoba bahamensis mitokondriális genomja nem tartalmazza az rpl34 és rpl35 géneket.

## Kultúrák
Jelenleg 3 kultúraképzésre elérhető Jakoba libera-törzs van. Ezek nem növekedhetnek más fajokba tartozó élőlény nélkül, de kevés hozzáadott Klebsiella aerogenes esetén már igen.

## Hasonló nemzetségek
Jakobida vagy Jakobea
- Histiona: 2-3 faj
- Reclinomonas: 1 faj [11]

Malawimonas: 1 leírt faj
Retortamonada:
- Retortamonas
- Chilomastix [6]

Carpediemonadida:
- Carpediemonas
- Dysnectes
- Hicanonectes
- Ergobibamus
- Kipferlia